# Epsy Campbell Barr

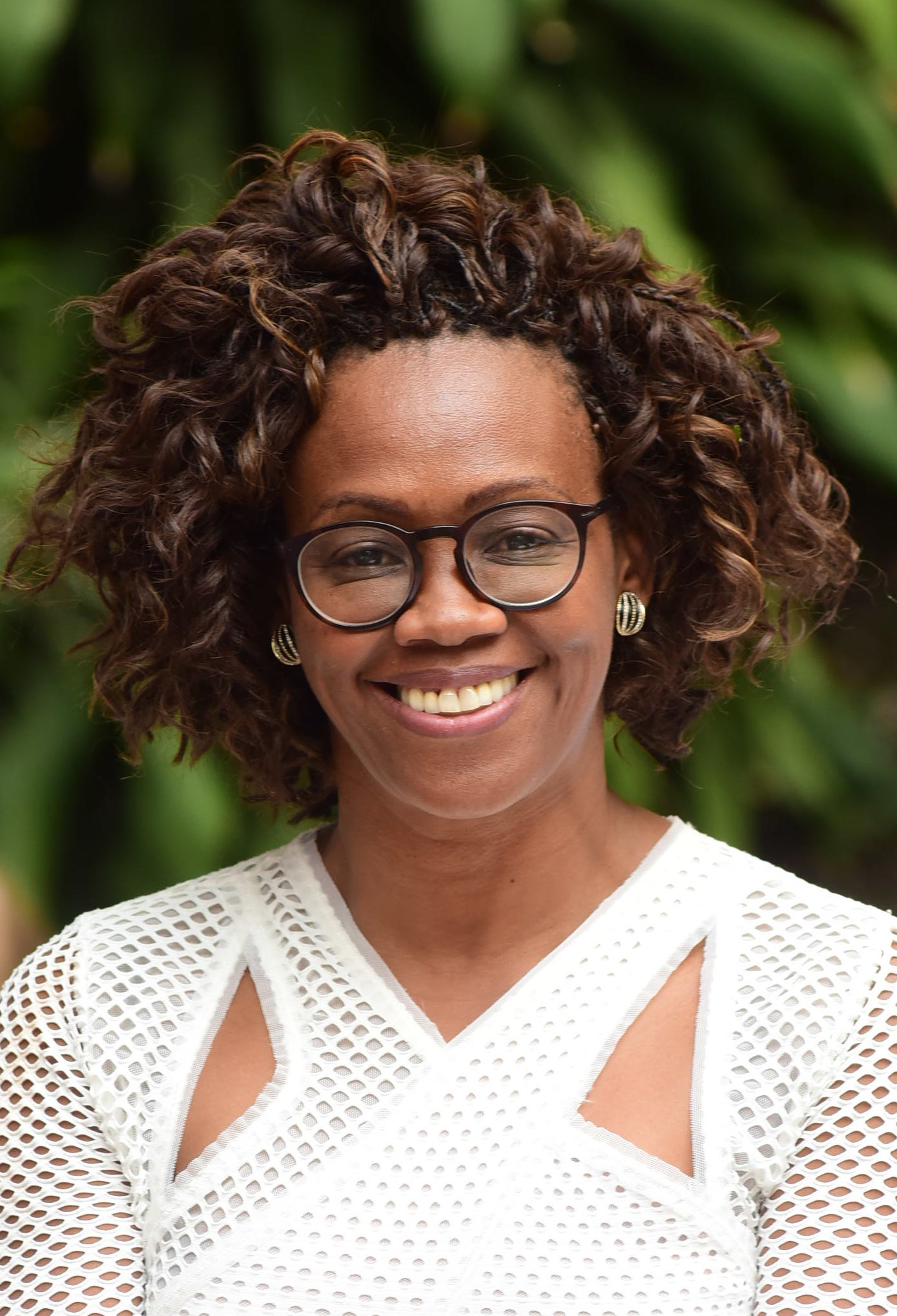
Epsy Campbell Barr (April 2018)

Epsy Campbell Barr (* 4. Juli 1963 in San José, Costa Rica) ist eine costa-ricanische Politikerin.

## Werdegang
Barr studierte Wirtschaftswissenschaften an der Universidad de Costa Rica und der Universidad Latina de Costa Rica, an der sie 1988 ihr Masterstudium abschloss.
Zwischen 2002 und 2006 war Barr Parlamentsabgeordnete für die Partido Acción Ciudadana, 2003 übernahm sie den Fraktions- und 2005 den Parteivorsitz. 2009 kandidierte sie parteiintern um die Präsidentschaftskandidatur, wurde aber hinter nur Ottón Solís nur Zweitplatzierte bei den Vorwahlen und trat als Parteivorsitzende zurück, Nachfolgerin wurde Elizabeth Fonseca Corrales. 2013 kandidierte sie erneut, belegte aber nur den dritten Platz. Allerdings zog sie bei den Parlamentswahlen im folgenden Jahr wieder in die Abgeordnetenkammer ein. Bei der Präsidentschaftswahl in Costa Rica 2018 kandidierte sie als Vizepräsidentin von Carlos Alvarado Quesada, der sich in der Stichwahl durchsetzte. In der Folge legte sie ihr Abgeordnetenmandat nieder und wurde am 8. Mai des Jahres zudem als Außenministerin vereidigt. Im Oktober des Jahres untersuchte ein Parlamentsausschuss Unregelmäßigkeiten in dem von ihr geleiteten Ministerium, insbesondere im Zusammenhang der Bestellung ihrer Patentochter als Beraterin. Im Dezember trat sie letztlich von ihrem Amt als Ministerin zurück. Ihre Nachfolge trat Manuel Ventura an.

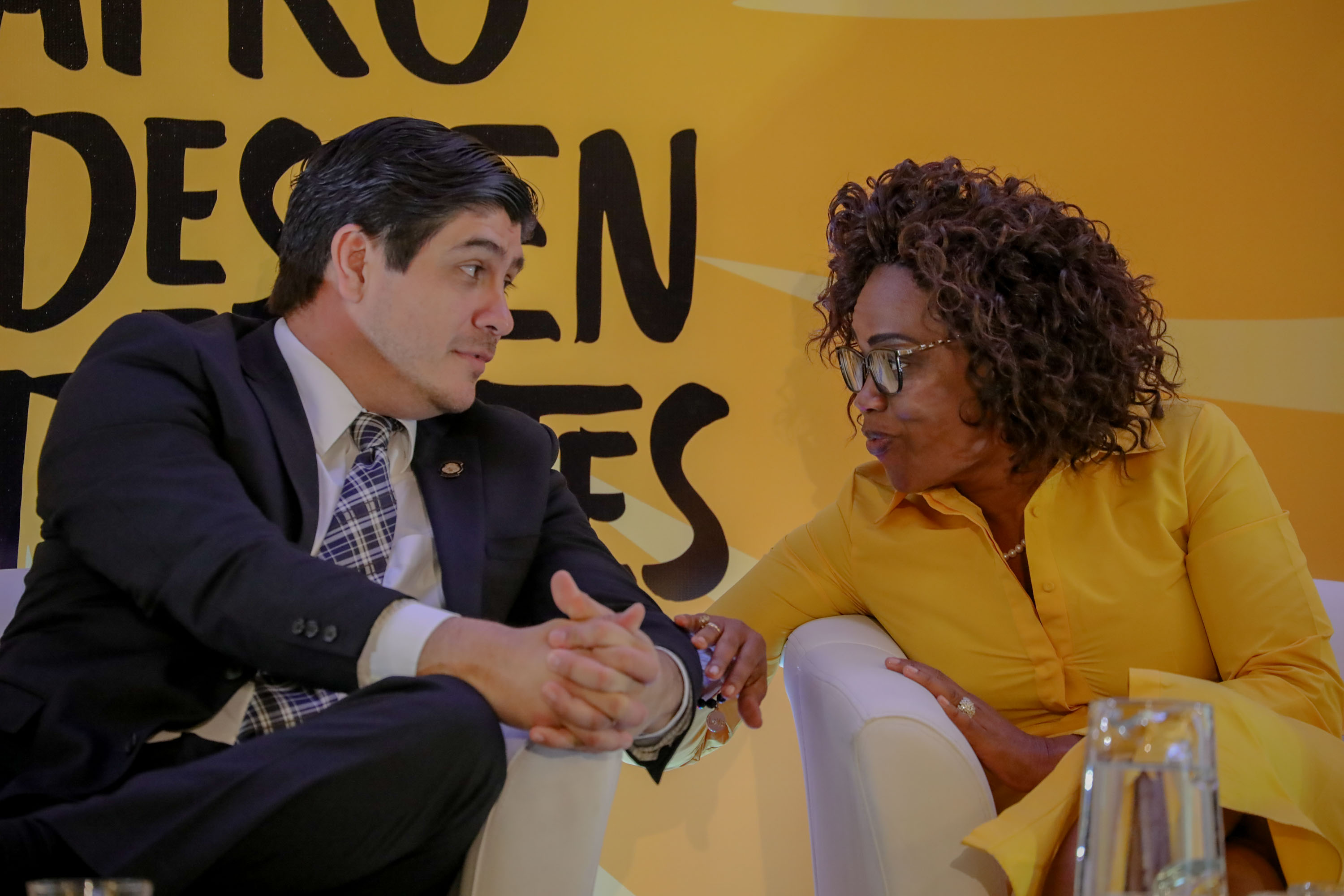
Epsy Campbell (r.) mit Carlos Alvarado Quesada bei einer Konsultationsveranstaltung zur Einführung des Internationalen Tages der Menschen afrikanischer Abstammung in San José (2019)

Auf Initiative Barrs führten die Vereinten Nationen den Internationalen Tag der Menschen afrikanischer Abstammung mit Verabschiedung der Resolution 75/170 am 16. Dezember 2020 ein, der seither jährlich am 31. August und erstmals im Jahr 2021 begangen werden soll.